# Andrei Prepeliță
Andrei Prepeliță, né le 8 décembre 1985 à Slatina, est un footballeur international roumain au poste de milieu de terrain devenu entraîneur.

## Carrière

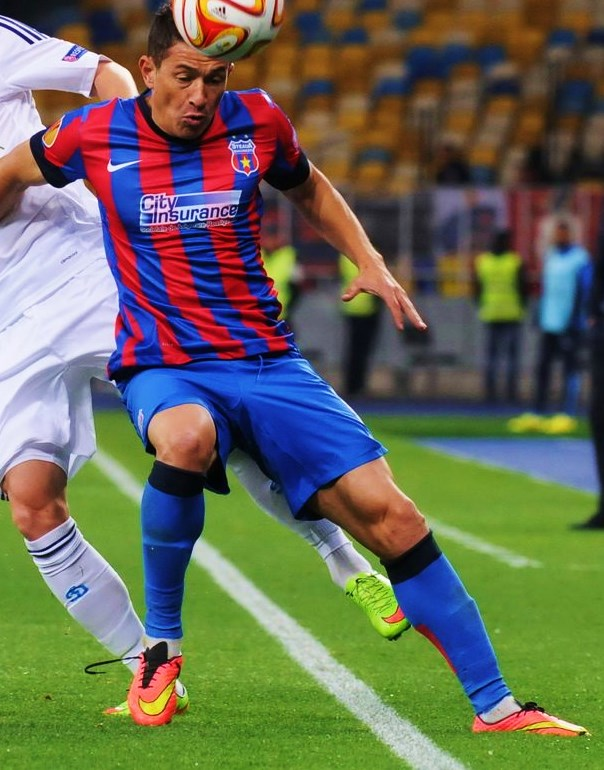
Andrei Prepeliță en 2014.

### En club
Le 2 août 2011, il signe un contrat de quatre ans avec le Steaua Bucarest. Il joua 82 matchs officiels avec les couleurs de la Steaua.
Le 1er juillet 2015, Prepeliță s'engage pour deux saisons avec le champion de Bulgarie, le Ludogorets Razgrad.

### En sélection
Il reçoit sa première sélection avec la Roumanie, le 7 septembre 2014, lors d'un match contre la Grèce. Ce match compte pour les éliminatoires de l'Euro 2016.

## Palmarès
- Champion de Roumanie en 2013, 2014 et 2015 avec le Steaua Bucarest
- Vainqueur de la Supercoupe de Roumanie en 2013 avec le Steaua Bucarest
- Vainqueur de la Coupe de la Ligue roumaine en 2015 avec le Steaua Bucarest
- Championnat de Bulgarie en 2016